# تشارلز سكيري
تشارلز سكيري (بالإنجليزية: Charles Scerri)‏ هو مدرب كرة قدم ولاعب كرة قدم مالطي في مركز الوسط، ولد في 29 مايو 1964 في مالطا. شارك مع منتخب مالطا لكرة القدم. أما مع النوادي، فقد لعب مع سلايما واندريرز ونادي فلوريانا ونادي هيبرنيانز وهامرون سبارتانز.

## وصلات خارجية
- تشارلز سكيري على موقع قاعدة بيانات كرة القدم.إي يو (الإنجليزية)
- تشارلز سكيري على موقع ناشيونال فوتبول تيمز (الإنجليزية)
- تشارلز سكيري على موقع عالم كرة القدم.نت (الإنجليزية)